# Aeroportul Orinduik
Aeroportul Orinduik (IATA: ORJ, ICAO: SYOR) este un aeroport din Potaro-Siparuni, Guyana ce deservește zona Orinduik⁠(d). A fost numit după zona deservită.
Situat la o altitudine de 549 m, aeroportul dispune de o singură pistă.